# 巧克力色

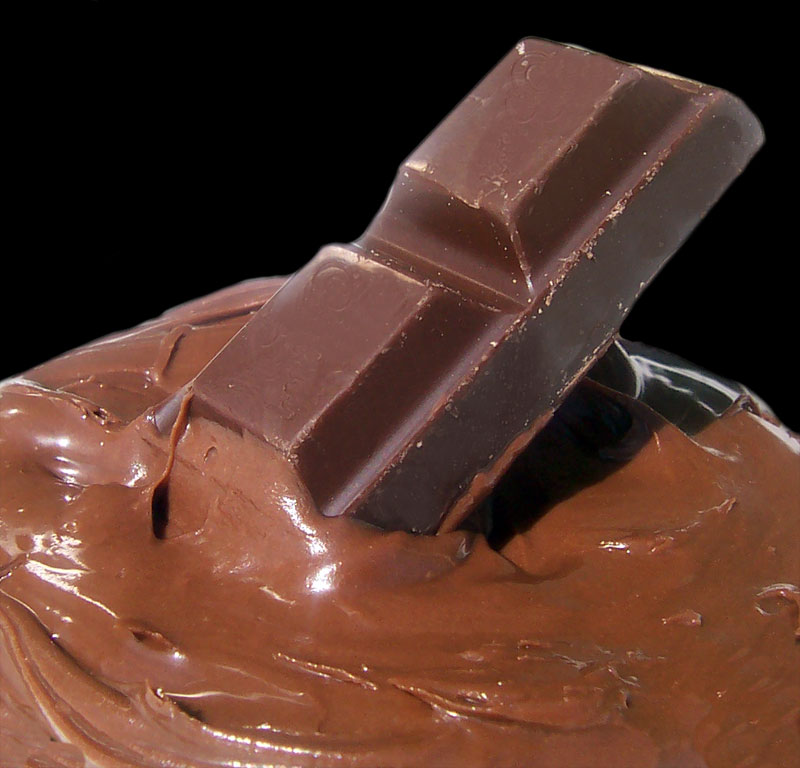
巧克力融化后产生的巧克力色

巧克力色是指像巧克力一样的棕色。比起巧克力，巧克力色稍偏红色。18世纪前叶，巧克力色就已出現在英文文献中。巧克力色在蒙赛尔颜色体系中为8.8R2.4/5.2。吉娃娃、腊肠犬等犬类毛发有的就是巧克力色。